# Glenn Humphries
Glenn Humphries (sinh ngày 11 tháng 8 năm 1964) là một cựu cầu thủ bóng đá người Anh thi đấu ở vị trí hậu vệ ở Football League cho Doncaster Rovers, Lincoln City, Bristol City, Scunthorpe United và Hull City, và ở Hong Kong First Division League cho Golden. Ông nằm trong đội hình của Doncaster thăng hạng từ Fourth Division ở mùa giải 1983-84.